# Александър Димитров (историк)
Вижте пояснителната страница за други личности с името Александър Димитров.
Александър Димитров е български политик, историк и автор на исторически справочници.

## Биография
Александър Димитров Димитров е роден на 17 ноември 1947 г. в София.
През 1968 заедно с Едуард Генов и Валентин Радев организира протеста на студентите от Софийския държавен университет срещу съветската инвазия в Чехословакия – единствената масова изява против тази неправда в България.  Тримата са изключени от Университета, съдени и хвърлени в затвора.  След излежаване на присъдата му Димитров е изселен в свищовското село Овча могила. През 1974 г. се връща в София, където е поставен под наблюдение от Държавна сигурност.
От 1989 г. се включва активно в процесите на демократизация на страната. Завършва и „Международни отношения“ в Софийския университет. През периода 1991 – 1995 г. е избран за съветник в Столичната община и е председател на столичната Комисия за култура. Участва дейно в изличаването на комунистическата идеология от топонимията на града – много от софийските улици днес носят предложените от него имена.  През 2003 се кандидатира в местните избори за кмет на София. 2001-2012 г. е съпредседател на АСП.
През 70-те години започва работа по своята поредица 'История на 50 века', който излиза в 3 тома през 2004 – 2007 г. В него Димитров разработва историята на днес съществуващите народи, които имат или са имали своя държава, създавайки рационална познавателна схема. Стандартизира историческата омонимия в българския език. Прилагайки еднакъв принцип при проследяване на процесите в етнически истории, открива неизвестни факти. През 2016 г. режисьорката Ана Петкова създава пълнометражния филм 'Агресията' за Димитров и неговите другари.

## Награди
Награден e от чешкото правителство с ордена Крамарж. 
Награден е от Столична община с Почетен знак на София (1996)).
Награден e от словашкия президент Андрей Киска с ордена Двоен бял кръст (2018)
Удостоен от чешкия Институт за изучаване на тоталитаризма с Награда за последователна защита на принципите на демокрацията, свободата и човешките права (2018).
Декември 2023 г. е почетен от ректора Софийския университет с таблет за гражданска доблест и заслуги към демокрацията, свободата.

## Произведения

### Документалистика
Самостоятелни книги

Народите в света (2009) – изд. „DTM PRODUCT“
Етноисторически пътеводител (2023) – изд. „Борина“
Серия „История на 50 векаВъпроси 001на етническата история, хронологията и историческа ономастика“
Университетско издателство „Св. Климент Охридски“, София
Справочник: Т. 1, Европа (2004)
Справочник: Т. 2, Азия (2005)
Справочник: Т. 3, Африка, Америка, Океания (2007)
С Ангел Николов
Историческата истина за България, 2017, изд. „Анали“, София